# Grève du lait (Bretagne, 1972)
Pour les articles homonymes, voir grève du lait.
La grève du lait est un mouvement de boycott des producteurs de lait qui touche le centre-Bretagne, en France, en 1972. 

## Déroulement
Il commence en avril 1972 lorsque des laiteries décident de baisser le prix de rachat du lait auprès des producteurs. Le déclencheur ? La baisse saisonnière du prix du lait décidée à Bruxelles le 1er avril 1972. Des producteurs laitiers du Finistère, du Morbihan et de Loire-Atlantique décident de bloquer les moyens de collecte des laiteries. Le 23 mai 1972, 16 camions de collectes sont ainsi bloqués, avant que le mouvement ne s'étende et que des laiteries soient directement bloquées. La ville de Guiscriff est l'un des épicentre de cette grève, où une centaine de camions sont retenus. Les revendications vont au-delà du prix du lait : selon l'historien Jean-Philippe Martin, « les syndicats paysans posent, de manière frontale, la question de la rémunération du travail paysan. Pour eux, « L’agriculteur trime. Le consommateur paye. L’industriel empoche. » Le mouvement s'étend au reste de l'ouest, avant de connaitre un certain essoufflement, et qu'un accord sur les prix soit obtenu le 2 juin 1972. 
L'une des particularités de ce mouvement réside dans l'implication des femmes au sein des manifestations. « Certaines, durant ce conflit, endossent un rôle traditionnel : ravitailler les hommes. D’autres ressortent les barattes et font du beurre ou vendent le lait pour atténuer les conséquences financières du conflit. Surtout, elles impulsent des actions de manière autonome : elles organisent des blocages de camions et des manifestations, à l’ampleur inattendue », rappelle Jean-Philippe Martin. Le 23 mai, plusieurs centaines de femmes manifestent  à Landerneau et à Quimper devant l’usine Entremont. Elles osent même pénétrer dans ces entreprises et interpellent les directeurs. Le 28 mai, un millier de femmes se regroupent à Brest et le 30 mai, une centaine de femmes  se rassemblent à Vitré pour soutenir les grévistes du lait.
Cette grève, majeure en Bretagne, a fait l'objet d'un film, conservé aujourd'hui à la Cinémathèque de Bretagne. Un collectif de cinéastes de l'Université Paris VII Vincennes, "Front Paysan"", réalise un film, La Guerre du lait. Ce film sera utilisé ensuite par la Confédération paysanne pour populariser cette lutte. 